# Max van Pelt
Markus (Max) van Pelt (Dordrecht, 31 juli 1916 – Den Haag, 27 augustus 1981) was een Nederlandse onderwijzer en pacifistisch-socialistisch politicus. Hij was tussen 1963 en 1971 lid van de Eerste Kamer voor de Pacifistisch-Socialistische Partij (PSP).
Van Pelts vader was machinist bij een sleepbootonderneming. Hij volgde de kweekschool en lerarenopleiding voor staatsinrichting en Engels. Hij had economie gestudeerd maar de opleiding niet af gemaakt. Van Pelt was onderwijzer op een openbare lagere school, een kweekschool, op een ulo en een middelbare school.
Hij was sinde oprichting van de PSP actief binnen de partij als propagandist en lokaal bestuursvoorzitter. Tussen 1962 en 1964 was hij lid van de Provinciale Staten van Zuid-Holland. Vanaf 1962 zat hij in het partijbestuur van de PSP. Sinds 1963 was hij lid van de Eerste Kamer. Daar voerde hij het woord over onder andere sociale zaken en buitenlandse zaken. Hij behoorde net als Fred van der Spek tot de marxistische vleugel binnen de PSP. Sinds 1967 was hij fractievoorzitter. 